# Osonye Tess Onwueme
Osonye Tess Onwueme (née le 8 septembre 1955) est une dramaturge et poétesse nigériane.
Autrice de pièces traitant de thématiques telles que la justice sociale, la culture et l'environnement, elle est professeure à l'université du Wisconsin à Eau Claire.

## Biographie
Osonye Akeake naît à Ogwashi-Uku, dans ce qui correspond de nos jours à l'État du Delta. Elle fait des études à la Mary Mount Secondary School. Après ses études secondaires, elle épouse un agronome, I. C. Onwueme, avec qui elle aura cinq enfants alors qu'elle complète des études à l'université d'Ife. Elle y obtient un BA en 1979 et une maîtrise en littérature en 1982. Elle obtient ensuite un PhD à l'université de Benin. Elle enseigne dans différentes universités nigérianes ou américaines. Ses œuvres témoignent de préoccupations sociales et féministes. Séparée de son premier mari en 1994, elle épouse en 1998 Obika Gray, un politologue jamaïcain. Elle est considérée comme un écrivain africain d'influence.

## Œuvre
- (en) A Hen Too Soon, 1983
- (en) Broken Calabash, 1984
- (en) The Desert Encroaches, 1985
- (en) The Reign of Wazobia, 1988
- (en) Ban Empty Barn and other plays, 1986
- (en) Legacies, 1989
- (en) Three Plays: an anthology of plays by Tess Onwueme, 1993
- (en) Tell It To Women: an epic drama, 1995
- (en) Riot In Heaven: drama for the voices of color, 1996 ; 2006
- (en) The Missing Face, a play, 1997 ; 2000
- (en) Shakara: Dance-Hall Queen: a play, 2000 ; 2006
- (en) Then She Said It: a play, 2003
- (en) What Mama Said, an epic drama, 2004
- (en) No Vacancy, 2005